# ستيفن ليون
ستيفن ليون (بالإنجليزية: Stephen R. Leone)‏ هو عالم الكيمياء الفيزيائية ‏ وبروفيسور أمريكي، ولد في 19 مايو 1948 في نيويورك في الولايات المتحدة.

## وصلات خارجية
- الموقع الرسمي